# 白承桓
白承桓（1998年4月17日—），韩国男演员。他以儿童演员身份出道，并因出演电影《熔炉》而享誉国际。

## 演出作品

### 電視劇
- 2011年：SBS《樹大根深》飾演 尹平（少年）
- 2011年：MBC《我也是花》飾演 徐在熙（少年）
- 2011年：JTBC《仁粹大妃》飾演 尹遘
- 2012年：tvN《我愛李太利》飾演 金恩東（少年）
- 2013年：SBS《張玉貞，為愛而生》飾演 玄治秀（少年）
- 2015年：KBS《Blood》飾演 朴志尚（少年）
- 2015年：SBS《六龍飛天》飾演 無恤（少年）
- 2016年：KBS《Beautiful Mind》飾演 李英五（少年）
- 2017年：KBS《七日的王妃》飾演 李懌（少年）
- 2018年：OnStyle 《Oh！ 半地下室的女神們》飾演 高羅里
- 2018年：OCN 《神的測驗：重啟》飾演 林道允
- 2019年：MBC《異夢》飾演 馬扎爾
- 2019年：SBS《17歲的條件》飾演 姜基賢

### 電影
- 2007年：《生人解剖》
- 2009年：《愛子》
- 2011年：《熔爐》飾演 全民秀
- 2013年：《南方大作戰》
- 2014年：《好朋友們》

### MV
- 2012年：Hi.ni《傳說般的故事》（與金所炫）